# 第69回天皇杯全日本サッカー選手権大会
第69回天皇杯全日本サッカー選手権大会（だい69かいてんのうはいぜんにほんサッカーせんしゅけんたいかい）は、1989年（平成元年）12月9日から1990年（平成2年）1月1日まで開かれた天皇杯全日本サッカー選手権大会である。

## 概要
- 本大会出場は32チーム。

## 出場チーム

### 日本サッカーリーグ1部
- 古河電工（25回目）
- 日立製作所（24回目）
- ヤンマーディーゼル（22回目）
- NKK（18回目）
- フジタ工業（18回目）
- 本田技研（16回目）
- 読売クラブ（15回目）
- ヤマハ発動機（13回目）
- 日産自動車（12回目）
- 東芝（9回目）
- 松下電器（9回目）
- 全日空サッカークラブ（4回目）

### 北海道
- 札幌マツダ（初出場）

### 東北
- TDK（4回目）

### 関東
- 三菱重工（25回目）
- 筑波大学（14回目）
- 明治大学（9回目）
- 順天堂大学（2回目）
- 東海大学（2回目）
- 読売ジュニア（初出場）

### 北信越
- YKK（3回目）

### 東海
- コスモ石油（6回目）
- 藤枝市役所（3回目）
- PJMフューチャーズ（初出場）

### 関西
- 田辺製薬（15回目）
- 京都紫光クラブ（9回目）
- NTT関西（7回目）
- 大阪ガス（2回目）

### 中国
- マツダ（38回目）

### 四国
- 大塚製薬（2回目）

### 九州
- 新日本製鐵（33回目）
- 三菱化成黒崎（3回目）

## 試合

### 1回戦
- 日産自動車 3-1 東海大学
- コスモ石油 0(PK2-0)0 三菱重工
- 本田技研 4-3 筑波大学
- 札幌マツダ 1-4 ヤンマーディーゼル
- 読売クラブ 4-0 大阪ガス
- 三菱化成黒崎 2-5 日立製作所
- 新日本製鐵 1-0 京都紫光クラブ
- 大塚製薬 1-2 フジタ工業
- ヤマハ発動機 5-1 読売ジュニア
- PJMフューチャーズ 5-0 TDK
- 東芝 1-0 NTT関西
- 順天堂大学 1-0 古河電工
- 松下電器 0-1 マツダ
- 田辺製薬 1-2 NKK
- 明治大学 4-2 YKK
- 藤枝市役所 0-2 全日空サッカークラブ

### 2回戦
- 日産自動車 4-0 コスモ石油
- 本田技研 1-3 ヤンマーディーゼル
- 読売クラブ 1-0 日立製作所
- 新日本製鐵 1-3 フジタ工業
- ヤマハ発動機 1-0 PJMフューチャーズ
- 東芝 3-0 順天堂大学
- マツダ 1-0 NKK
- 明治大学 0-3 全日空サッカークラブ

### 準々決勝
- 日産自動車 1-0 ヤンマーディーゼル
- 読売クラブ 1-0 フジタ工業
- ヤマハ発動機 2-1 東芝
- マツダ 1-2 全日空サッカークラブ

### 準決勝
- 日産自動車 1-0 読売クラブ
- ヤマハ発動機 1(PK4-2)1 全日空サッカークラブ

### 決勝
- 日産自動車 3-2 ヤマハ発動機